# Xavier Pérez
Pour les articles homonymes, voir Pérez.
Ne doit pas être confondu avec Xavier Perez.
Xavier Pérez Font, né le 15 janvier 1968 à Escaldes-Engordany, est un coureur cycliste andorran.

## Biographie
Xavier Pérez représente son pays lors des Jeux olympiques de 1988 (59e) et 1992 (31e). En 1990, il s'impose sur la première édition du Tour de Malte. Il évolue ensuite chez les professionnels durant deux saisons au sein de l'équipe Festina-Lotus. En 1993, il participe au Tour d'Italie, où il abandonne.
Après sa carrière professionnelle, il continue de pratiquer le cyclisme au niveau amateur. En 2000, il remporte une étape et le classement général de la Volta del Llagostí, dans la Communauté valencienne.

## Palmarès
- 1990
  - Tour de Malte
- 2000
  - Volta del Llagostí :
    - Classement général
    - 1re étape
- 2002
  - 2e du Trophée Guerrita
- 2003
  - Trofeu Joan Escolà

## Résultats sur les grands tours

### Tour d'Italie
1 participation
- 1993 : abandon